# John Munro Longyear
John Munro Longyear, né le 15 avril 1850 à Lansing et mort le 28 mai 1922 à Brookline, est un homme d'affaires américain. 
Il est le fils de Harriet Longyear (née Munroe) et du juge et député à la Chambre des représentants John Wesley Longyear. John étudie successivement au Olivet College, au Georgetown College et au Cazenovia College. Vers 1890, il est l'un des fondateurs et président du Huron Mountain Club, une immense réserve (40,5 km2) de pêche et de chasse situé dans le comté de Marquette.
Il se rend, en 1901, dans l'archipel du Svalbard, riche région minière et territoire qui n'est alors sous le contrôle d'aucun gouvernement. Ce n'est qu'en 1920 que le traité du Svalbard reconnait la souveraineté norvégienne sur l'archipel. Cependant, selon les termes du traité, les citoyens de divers pays ont le droit d'exploiter les ressources naturelles, principalement le charbon. Il décide immédiatement d'y investir ses capitaux et achète la Tronhjem Spitsbergen Kulkompani en 1904. Puis en 1906, il commence l'exploitation d'une nouvelle mine en créant la Arctic Coal Company et une ville minière qui va devenir la capitale administrative du Svalbard. Elle sera nommée Longyearbyen en son honneur.
Le 28 mai 1922, John Munro Longyear meurt chez lui, à Brookline, d'une crise cardiaque.